# Telex
 Der er for få eller ingen kildehenvisninger i denne artikel, hvilket er et problem. Du kan hjælpe ved at angive troværdige kilder til de påstande, som fremføres i artiklen.

TELEX, er en forkortelse af TELeprinter EXchange Service. Telex er telegrafi sendt via maskine mellem adskilte abonnenter, og sker ved hjælp af en telexmaskine. 
En telexmaskine består af printer, tastatur, strimmelperforator/læser, evt billedskærm samt telegrafi-tilslutning, og har måske endda indbygget tekstbehandling. Telexmaskinen var først elektromekanisk, men er nu oftest elektronisk, og består som regel af en specialiseret computer. En telexmaskine kan være beregnet på kun modtagelse, eller til både sendning og modtagelse. Telexmaskiner af tilsvarende konstruktion kan også anvendes som computerterminaler (jfr Unix' tty, teletype som betegnelse for terminaler).
Telexudrustningen er sædvanligt opkoblet til telefonnettet, men kan også tilsluttes til en radiosender og modtager, hvorved det kaldes for radio teletype (RTTY).
Den militære benævnelse på telex er fjernskriver samt, hvis teleprinterudrustningen er tilsluttet til en radiosender og modtager, radiofjernskriver.
For at sende en meddelelse skrev man den først ind på sit tastatur. Samtidig med blev teksten stanset ud i form af et hulmønster på en papirsrulle. For at sende meddelelsen sendtes hulstrimmelen ind i strimmellæseren, hvorved den sendtes som elektriske signaler til modtageren. Dette har den fordel. at hele meddelelsen sendes hurtigt uden ophold, og derved ikke optager telefonnettet i længere tid. Hos modtageren udprintedes meddelelsen på papir eller udstansedes som hulstrimmel.